# Menu degustação

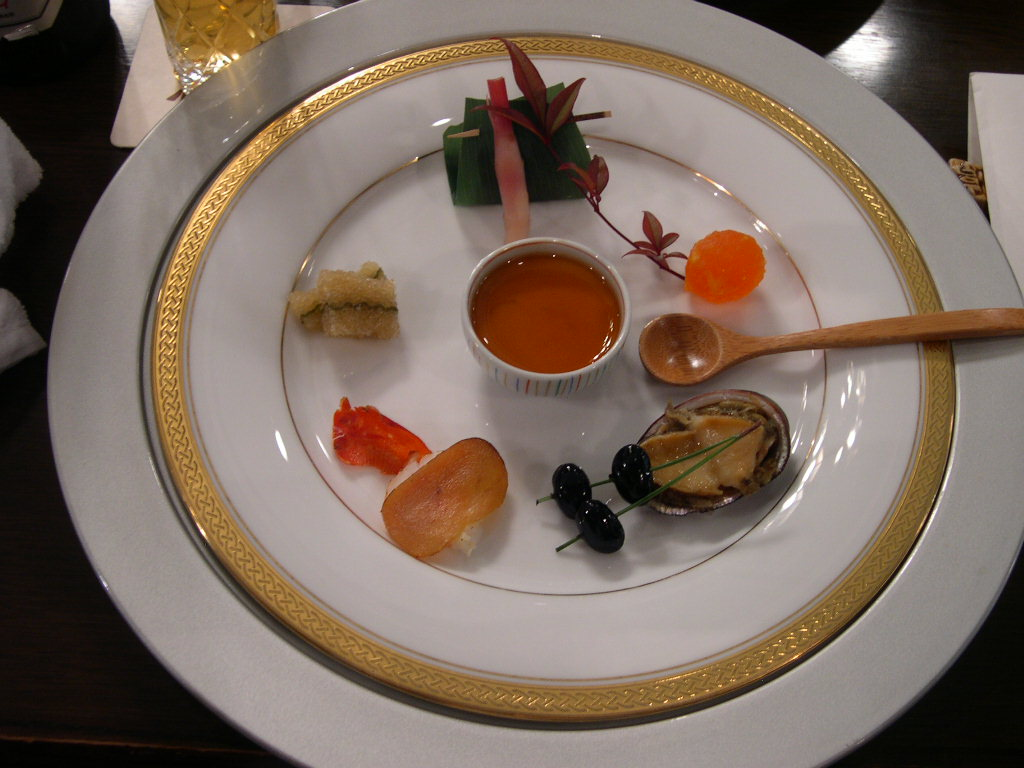
O primeiro prato de um menu degustação em Ginza, Tóquio

Um menu degustação consiste em uma seleção de pratos em pequenas porções, servidos por um restaurante como uma única refeição. Em francês esse tipo de menu é chamado de menu dégustation. Alguns restaurantes e chefs se especializam em menus degustação, enquanto, noutros casos, ele pode ser oferecido como uma opção especial ou uma alternativa ao menu regular. Os menus de degustação têm o objetivo de proporcionar uma amostra diversificada da cozinha do estabelecimento, destacar especialidades da casa ou aproveitar ingredientes sazonais frescos.
Os menus de degustação ganharam popularidade na década de 1990, evoluindo para apresentações sofisticadas que destacam a habilidade culinária dos chefs. Embora essa tendência tenha raízes históricas, muitos atribuem a sua evolução mais recente ao impacto de dois restaurantes renomados: o El Bulli do Chef Ferran Adrià, na Espanha, e o French Laundry do Chef Thomas Keller, em Napa Valley, a norte de São Francisco, nos EUA, que ofereciam menus de degustação de 40 pratos ou mais. Desde então, os menus de degustação tornaram-se cada vez mais populares, a ponto de, em 2013, o crítico gastronómico do New York Times, Pete Wells, ter comentado: "Por todo o país, os restaurantes caros que só oferecem menus de degustação estão a espalhar-se como uma epidemia".